# Mèo Himalaya

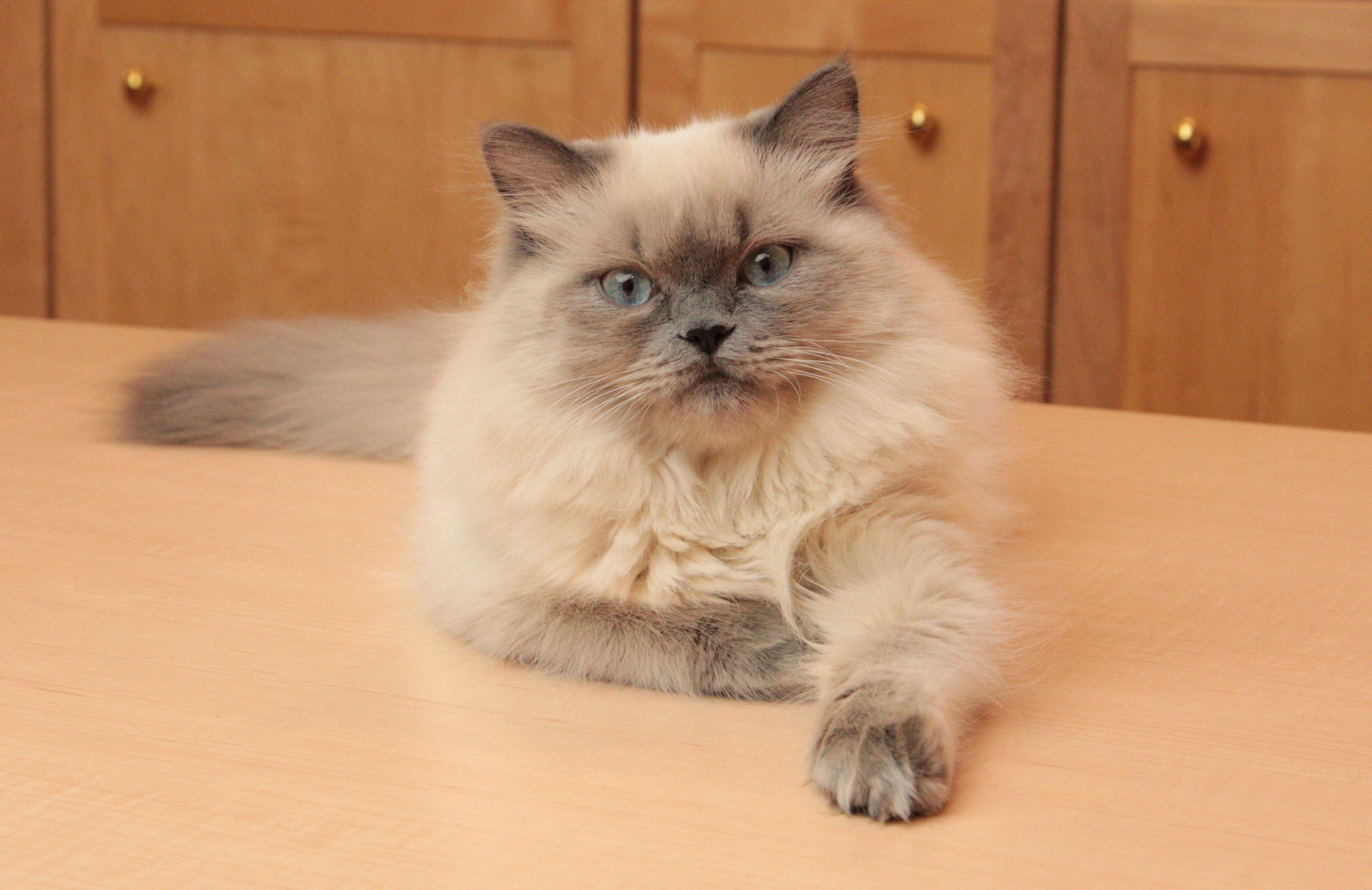
Một con mèo Himalaya

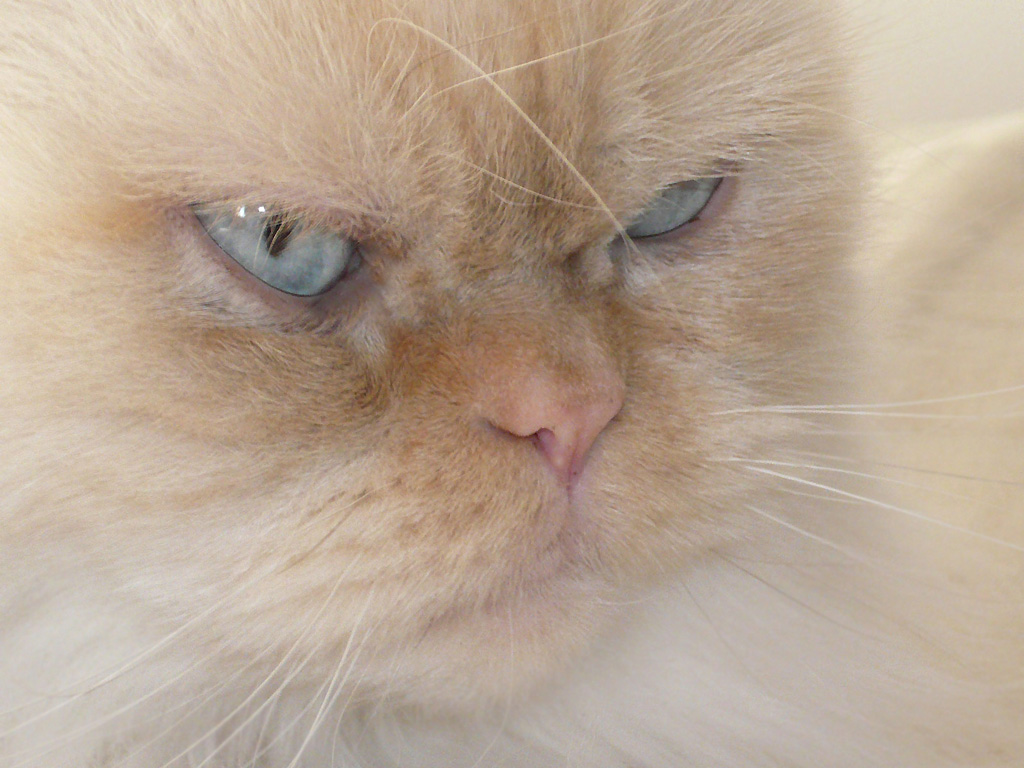
Mèo Himalaya lông trắng

Mèo Himalayan hay còn có tên gọi là Himmie, hay mèo Ba Tư Himalaya là một giống mèo lai có nguồn gốc từ Mỹ và Anh. Mèo Himalaya là dòng mèo lai từ giống mèo Xiêm và mèo Ba Tư vào năm 1931. Giống mèo này được Hiệp hội mèo quốc tế công nhận vào năm 1957.

## Đặc điểm
Những con mèo Himalayan có đặc điểm thân hình mập mạp và thấp lùn, tuy nhiên cơ thể chúng khá chắc nịch và mạnh mẽ, loài mèo này có chiều cao từ 25–30 cm và trọng lượng từ 3-5,5 kg. Loài mèo này có chiếc đầu tròn và lớn với chiếc cổ ngắn đầy đặn, khuôn mặt khá gãy với chiếc mũi tẹt hếch lên và mõm nhỏ ngắn, chúng có đôi mắt to tròn, hai tai hình tam giác nhỏ dựng đứng trên đầu và chiếc đuôi dài phủ nhiều lông dài.
Giống mèo Himalayan có bộ lông dài mịn và rất dày rậm, bộ lông của chúng thường có màu chủ đạo là màu trắng hoặc kem với những vệt màu đặc trưng như nâu sẫm, nâu, xanh đậm, đỏ, nâu đốm, màu hoa cà, màu hỗn hợp,các vệt màu này chỉ xuất hiện ở tai, chân, cẳng chân, đuôi và phần mặt mèo. Giống mèo Himalayan có bộ lông dài và dày đặc nên việc chăm sóc lông cho chúng cũng mất khá nhiều thời gian, lông của chúng cần được chải chuốt để lấy đi bụi bẩn và lông chết hàng ngày, nên tắm gội cho chúng thường xuyên. Loài mèo này thường rụng lông khá nhiều.
Những con mèo Himalayan có bản tính rất trầm tĩnh, hiền lành và nhẹ nhàng, chúng rất thân thiện, tình cảm và tinh tế, loài mèo này không quá tinh nghịch và hiếu động. Chúng thích được thể hiện tình cảm quan tâm và âu yếm. Giống mèo này cũng rất thông minh và trung thành, chúng tận tâm với chủ, tuy nhiên chúng khá cảnh giác và dè dặt với người lạ và những loài vật khác.
Hầu hết những con mèo Himalayan đều có thể trạng khá yếu, mèo dễ mắc phải một số bệnh như bệnh về đường hô hấp do cấu trúc của mũi bị co lại, răng bị lệch đâm xiên vào nhau, bệnh chảy nước mắt thường xuyên, bị đau mắt đỏ, lông mi quặm hoặc teo võng mạc phát triển ở mèo, bệnh thận đa nang, bệnh viêm da ở mèo gây ngứa ngáy, rụng lông và phần da bệnh bị sưng tấy. Một số con mèo thường gặp vấn đề về chảy nhiều nước mắt, vì vậy cần phải kiểm tra và vệ sinh mắt cho chúng mỗi ngày, cũng cần vệ sinh răng miệng cho chúng mỗi tuần một lần.